# About a Wife, a Dream and Another...
About a Wife, a Dream and Another... es una película de comedia dramática rusa de 2013, escrita y dirigida por Alexander Pozhenskiy. Recibió críticas positivas, y también fue bien recibida en distintos festivales de cine.

## Sinopsis
La película cuenta dos historias o "realidades". Los protagonistas son una pareja, Maria y Vasin quienes descubren que tienen acceso a una realidad alterna donde sus oportunidades perdidas son una realidad.
En la primera parte, subtítulada "The Pilot", Maria descubre que está enamorada de Vasin después de rechazar su propuesta de matrimonio 20 años antes, cuando él era teniente en la fuerza aérea rusa. Vasin también vive una vida llena de arrepentimientos, y desearía haber sido capaz de perseguir su sueño de convertirse en director de cine.
En la segunda parte, "A Film Director", Maria es transportada a una realidad diferente. En esta realidad se ha casado con Vasin, quien se ha convertido en director de cine.

## Elenco
- Konstantin Yushkevich como Vasin.
- Alexandra Kulikova como Maria.
- Alexander Pozhenskiy como Anton.

## Producción
La fotografía principal tardó solo un mes para completarse, con un período de 18 días de posproducción. Fue filmada en Moscú y completada el 9 de mayo de 2013. Se presentó por primera vez el 12 de octubre de 2013 en el centro de prensa RIA Novosti. La película mantiene una calificación de +18 en Rusia.

## Festivales de cine
Ha obtenido atención en diferentes festivales de cine. Inauguró el cuarto festival de cine Drugoe Kino. El 7 de noviembre de 2013, se presentó en el décimo festival internacional de cine, Luch Angela en Moscú. Fue seleccionada para presentarse en la versión 22 del festival internacional de cine de San Petersburgo, Festival Festivaley, realizado desde el 23 hasta el 29 de junio de 2014. Fue incluida en el programa competitivo del festival de cine Arthouse— Kinolikbez-V, celebrado en Barnaul del 14 al 17 de mayo de 2014.
La película fue aceptada en el 14.º foro de competición internacional de cine y televisión, Vmeste, realizado del 22 al 28 de agosto de 2014 en Yalta. También fue elegida para incluirse en el programa de la sexta ceremonia de premiación Strana National, realizada del 17 al 19 de marzo de 2015.